# Pintor de Enanté

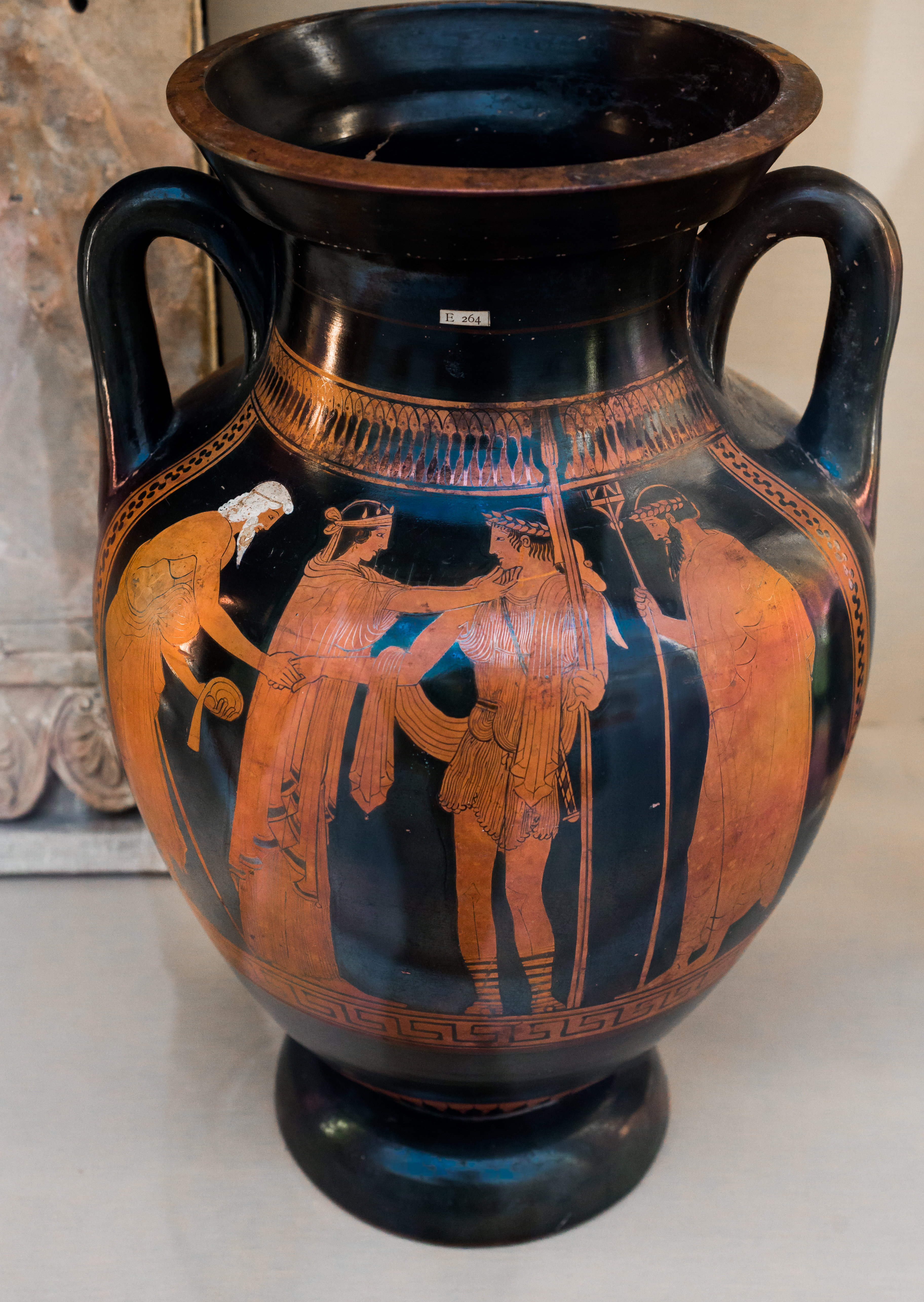
Ánfora ática de figuras rojas de [ (tipo B) que representa a Teseo y su familia, c. 470 a. C., Museo Británico n.º inv. E 264, Londres.

El Pintor de Enanté es el nombre convenido de un pintor griego de vasos de figuras rojas, activo alrededor del segundo cuarto del siglo V a. C.
Fue, probablemente alumno del Pintor de Leningrado, fue un pintor ático de vasos de figuras rojas, perteneciente a los antiguos manieristas. Su nombre deriva de la inscripción «OINANTHE KALE» (‘Enanté es hermosa’) en una hidria de figuras rojas, conservada en el Museo Británico (Museo Británico, n.º inv. E 182) en Londres, que representa el nacimiento de Erictonio de Atenas. Aunque solo sobreviven cinco vasos suyos, parece haber representado principalmente escenas de mitológicas (aparentemente relacionadas en particular con el héroe Teseo).
El experto en arte del británico John Beazley inicialmente consideró que las pinturas de vasos del Pintor de Enanté eran obras tempranas del Pintor de Nausícaa debido a la similitud en su estilo de dibujo (es posible que trabajaran en el mismo taller. Sus dibujos son quizás un poco más elaborados e innovadores que los de algunos de los primeros manieristas.
La hidria de figuras rojas de Londres (British Museum n.º inv. E 182) representa al niño Erictonio en el centro de la composición, sostenido por Gea, mientras Atenea extiende un trozo de tela para envolverlo; detrás de la diosa armada, la Nike alada sostiene un trozo de tela más largo en sus manos lista para envolver al niño. A la izquierda está Zeus con una joven observando la escena por encima de su hombro. Existe un gran debate sobre su identidad (pero ciertamente no es la "bella Enanté" a la que honra la inscripción del vaso. Esta inscripción no puede asociarse con ninguna de las mujeres representadas.
La escena de su ánfora de figuras rojas del Museo Británico (Museo Británico, n.º inv. E 264) fue interpretada originalmente por John Beazley como la llegada de Teseo a Atenas. La escena consta de cuatro figuras de pie: Poseidón con un tridente en el extremo derecho, un joven, una mujer y un hombre mayor en el extremo izquierdo. Un hombre joven, que lleva una corona como la de Poseidón, un quitón corto, una capa (himatión), sandalias y un pétaso en la espalda, está armado con dos lanzas y una espada. Aunque su nombre no está escrito, sus atributos y vestimenta indican que definitivamente se trata del héroe griego Teseo. Según la interpretación de Beazley, el anciano de la izquierda debería representar a Egeo, aunque no tiene cabello blanco en el resto del cuerpo. Se le muestra estrechando la mano de Teseo y ofreciéndole un objeto no identificable envuelto en tela. La figura de la mujer se vuelve así problemática si la escena se identifica con la llegada del héroe a Atenas. Es poco probable que se trate de Medea, ya que todos los demás vasos de esta escena muestran mujeres atenienses anónimas rodeando a Teseo y coronándolo. Sin embargo, esta mujer extendió la mano y le tocó la barbilla. Su gesto coincide exactamente con el de Etra representada en el tondo de la copa de Macrón. Por lo tanto, según la mayoría de los expertos, esta escena debería interpretarse más bien como la salida de Teseo de Trecén como propuso originalmente el arqueólogo francés Charles Dugas. El hombre mayor representaría así a Piteo, padre de Etra y abuelo de Teseo, lo que se ajusta más a la avanzada edad de la figura representada.